# Атлетика на Летњим параолимпијским играма 2016 — 200 метара за мушкарце T12
Трка на 200 метара у класи 12 за мушкарце, била је једна од 29 дисциплина атлетског програма на Летњим параолимпијским играма 2016. у Рио де Жанеиру, Бразил. Такмичење је одржано 16. и 17. септембра на Олимпијском стадиону Жоао Авеланж.

## Земље учеснице
Учествовало је 16 такмичара из 13 земаља.
1. Азербејџан (1)
2. Бразил (1)
3. Јужноафричка Република (2)
4. Кенија (1)
5. Кина (1)
6. Куба (1)
7. Лесото (1)
8. Мароко (1)
9. Мексико (2)
10. Немачка (1)
11. Португалија (1)
12. Узбекистан (2)
13. Шпанија (1)

## Рекорди пре почетка такмичења
(стање 8. септембра 2016.)
| Рекорди пре почетка Параолимпијских игара 2016. | Рекорди пре почетка Параолимпијских игара 2016. | Рекорди пре почетка Параолимпијских игара 2016. | Рекорди пре почетка Параолимпијских игара 2016. | Рекорди пре почетка Параолимпијских игара 2016. | Рекорди пре почетка Параолимпијских игара 2016. |
| ----------------------------------------------- | ----------------------------------------------- | ----------------------------------------------- | ----------------------------------------------- | ----------------------------------------------- | ----------------------------------------------- |
| Светски рекорд                                  | 21,56                                           | Матеуш Михалски                                 | Пољска                                          | Лондон, Уједињено Краљевство                    | 8. септембар 2012.                              |
| Параолимпијски рекорд                           | 21,56                                           | Матеуш Михалски                                 | Пољска                                          | Лондон, Уједињено Краљевство                    | 8. септембар 2012.                              |

## Сатница
| Датум               | Време | Ниво               |
| ------------------- | ----- | ------------------ |
| 16. септембар 2016. | 18:39 | Квалификације (Г1) |
| 16. септембар 2016. | 18:46 | Квалификације (Г2) |
| 16. септембар 2016. | 18:53 | Квалификације (Г3) |
| 16. септембар 2016. | 19:00 | Квалификације (Г4) |
| 17. септембар 2016. | 11:21 | Полуфинале (Г1)    |
| 17. септембар 2016. | 11:28 | Полуфинале (Г2)    |
| 17. септембар 2016. | 19:03 | Финале             |

Сва времена су по локалном времену (UTC+3)

## Освајачи медаља
|                             |                                             |                     |
| Leinier Savon Pineda · Куба | Хилтон Лангенховен · Јужноафричка Република | Махди Афри · Мароко |

## Резултати

### Квалификације
Квалификације су одржане 16.9.2016. годину у 18:39, 18:46, 18:53 и 19:00. Такмичари су били подељени у четири групе. У полуфинале су се пласирала првопласирани такмичари из сваке групе и 4 на основу резултата.,,
| Пласман | Група | Атлетичар                      | Земља                  | Класа | ЛР    | ЛРС   | Резултат | Белешка |
| ------- | ----- | ------------------------------ | ---------------------- | ----- | ----- | ----- | -------- | ------- |
| 1.      | 3     | Хилтон Лангенховен             | Јужноафричка Република | Т12   | 22,24 | 22,85 | 22,27    | КВ, ЛРС |
| 2.      | 1     | Leinier Savon Pineda           | Куба                   | Т12   | 22,09 | 22,15 | 22,42    | КВ      |
| 3.      | 3     | Мансур Абдирашидов             | Узбекистан             | Т12   | 23,39 | 23,39 | 22,66    | кв, ЛР  |
| 4.      | 2     | Махди Афри                     | Мароко                 | Т12   | 22,59 | 22,59 | 22,69    | КВ      |
| 5.      | 2     | Луис Гонзалвез                 | Португалија            | Т12   | 22,42 | 23,25 | 22,83    | кв, ЛРС |
| 6.      | 4     | Fakhriddin Khamraev            | Узбекистан             | Т12   | 22,70 |       | 22,88    | кв, ЛРС |
| 6.      | 4     | Хоан Мунар Мартинез            | Шпанија                | Т12   | 22,28 | 22,72 | 22,88    | КВ      |
| 8.      | 2     | Ндодомзи Џонатан Нтуту         | Јужноафричка Република | Т12   | 22,09 | 23,07 | 22,91    |         |
| 9.      | 1     | Жеронимо да Силва              | Бразил                 | Т12   | 22,90 | 23,17 | 23,01    | ЛРС     |
| 10.     | 2     | Ћичао Суен                     | Кина                   | Т12   | 22,53 |       | 23,06    | ЛРС     |
| 11.     | 4     | Хенри Нзунги Мвендо            | Кенија                 | Т12   | 22,81 | 23,41 | 23,16    | ЛРС     |
| 12.     | 3     | Хесус Мануел Мартинез Валес    | Мексико                | Т12   | 23,57 | 23,57 | 23,46    | ЛР      |
| 13.     | 4     | Село Мотхебе                   | Лесото                 | Т12   | 53,13 | 53,86 | 24,84    | ЛРС     |
|         | 4     | Хорхе Бењамин Гонзалез Сауседа | Мексико                | Т12   | 22,28 | 22,73 | НС       |         |
|         | 1     | Елмир Јабрајилов               | Азербејџан             | Т12   | 22,58 | 23,25 | НС       |         |
|         | 3     | Томас Улбрихт                  | Немачка                | Т12   | 22,56 | 22,61 | НС       |         |

### Полуфинале
Полуфинале је одржано 17.9.2016. годину у 11:21 и 11:28. Такмичари су биле подељени у две групе. У финале су се пласирали победници по групама и 2 на основу резултата.,,
| Пласман | Група | Атлетичар              | Земља                  | Класа | Резултат | Белешка |
| ------- | ----- | ---------------------- | ---------------------- | ----- | -------- | ------- |
| 1.      | 2     | Leinier Savon Pineda   | Куба                   | Т12   | 22,28    | КВ      |
| 2.      | 1     | Хилтон Лангенховен     | Јужноафричка Република | Т12   | 22,50    | КВ      |
| 3.      | 2     | Махди Афри             | Мароко                 | Т12   | 22,58    | кв, ЛР  |
| 4.      | 1     | Мансур Абдирашидов     | Узбекистан             | Т12   | 22,69    | кв      |
| 5.      | 2     | Ндодомзи Џонатан Нтуту | Јужноафричка Република | Т12   | 22,87    | ЛРС     |
| 6.      | 1     | Хоан Мунар Мартинез    | Шпанија                | Т12   | 22,96    |         |
| 7.      | 1     | Луис Гонзалвез         | Португалија            | Т12   | 22,98    |         |
| 8.      | 2     | Fakhriddin Khamraev    | Узбекистан             | Т12   | 23,23    |         |

### Финале
Такмичење је одржано 17.9.2016. годину у 19:03,,
| Пласман | Атлетичар            | Земља                  | Класа | Резултат | Белешка |
| ------- | -------------------- | ---------------------- | ----- | -------- | ------- |
|         | Leinier Savon Pineda | Куба                   | Т12   | 22,23    |         |
|         | Хилтон Лангенховен   | Јужноафричка Република | Т12   | 22,43    |         |
|         | Махди Афри           | Мароко                 | Т12   | 22,57    | ЛР      |
| 4.      | Мансур Абдирашидов   | Узбекистан             | Т12   | 22,69    |         |